# Benbradagh
Benbradagh (en irlandés: Binn Bhradach, que quiere decir la colina del ladrón) es una montaña de 465 m s. n. m. situada al este de Dungiven, en el condado de Londonderry, Irlanda del Norte.